# Project 58130
Project 58130, ou classe Orlan («Орлан») est un petit bateau de patrouille conçu pour opérer au service de garde-côtes sur les rivières, les lacs, les zones côtières des mers et pour fournir un service aux points de contrôle maritimes, des opérations de contrôle environnemental et de sauvetage, destiné à remplacer les bateaux du Projet 1400m. Il s'agit du premier bateau de construction ukrainienne adopté par la garde maritime ukrainienne à l'époque post-soviétique. Un seul navire a été construit dans cette série, qui a été nommé BG-200 "Balaklava".

## Historique
Dans le cadre du programme d'État "Construction et reconstruction de la frontière nationale" dans la société de construction navale de Feodosia "Sea" en 2010, a commencé la production de bateaux modernes pour la sécurité maritime en Ukraine. Le concepteur principal du projet est Viktor Alekseev.
Le premier navire du projet a été nommé "Balaklava" et le 11 décembre 2012 a été transféré au détachement de Sébastopol de la Garde maritime.  Au total, il était prévu de construire huit bateaux de ce projet d'ici 2020, pour remplacer les bateaux des bateaux de patrouille du projet soviétique du projet 1400M. Cependant, en raison de l'annexion de la Crimée par la Russie en 2014, la construction a été arrêtée.
Le 24 août 2014 , le bateau "Balaklava" a participé à un défilé maritime dédié au jour de l'indépendance de l'Ukraine. 